# Salmone della saggezza
Il Salmone della saggezza o Salmone della conoscenza (bradán feasa) è una creatura che compare nel Ciclo Feniano della mitologia irlandese. Compare nel The Boyhood Deeds of Fionn ("L'infanzia di Fionn"), che racconta le avventure dell'infanzia di Fionn mac Cumhaill.
Secondo la storia, si trattava di un salmone normale che mangiò nove nocciole cadute nel Pozzo della Saggezza (Tobar Segais) da nove alberi di nocciolo che circondavano la fontana. In questo modo il salmone acquisì tutto il sapere del mondo. Inoltre la prima persona che avesse mangiato la sua carne, avrebbe ottenuto, a sua volta, questo sapere.
Il poeta Finn Eces trascorse sette anni cercando di pescare il salmone. Quando finalmente lo catturò, diede istruzioni a Fionn, il suo apprendista, su come prepararglielo. Fionn si scottò il pollice versando del grasso bollente dal salmone che stava cuocendo e immediatamente si succhiò il dito per alleviare il dolore.
Quando Fionn portò il cibo pronto a Finegas, il suo maestro vide negli occhi del ragazzo un fuoco che non aveva mai visto prima. Interrogato da Finegas, Fionn negò di aver mangiato il pesce. Il maestro insistette con le sue domande e allora Fionn ammise di averne provato il sapore. Questa incredibile conoscenza e saggezza ricevuta dal salmone permise a Fionn di diventare il leader dei Fianna, eroi del mito irlandese.
Il Salmone della Saggezza viene richiamato nel titolo del libro incompiuto di Douglas Adams, The Salmon of Doubt ("Il Salmone del Dubbio"). Il Salmone compare anche nel classico film horror The Wicker Man del 1973. Al Salmone allude anche Piggley Winks nella serie di cartoni animati di Sprout TV Jakers! Le avventure di Piggkey Winks.